# Louis Noguères
Pour les articles homonymes, voir Noguères.
Louis Noguères est un homme politique socialiste et un résistant français, né le 4 octobre 1881 à Laval (Mayenne) et mort le 5 mai 1956 à Bages (Pyrénées-Orientales).

## Biographie

### Un avocat de gauche
Fils d'un magistrat, Louis Noguères suit son père de Laval à Angers, puis à Chambéry et au Havre, et fait ses études primaires puis secondaires dans ces villes. Après son baccalauréat, il devient étudiant à la Sorbonne et à la faculté de droit de Paris. Il devient licencié en droit et en lettres, puis titulaire d'un diplôme d'études supérieures d'histoire. Il adhère au Groupe des étudiants collectivistes et devient en 1904 président de l'Association générale des étudiants de Paris. Il rencontre Jean Jaurès et collabore à L'Histoire de la Révolution et de l'Empire (tome 6, sur le Consulat et l'Empire) dirigée par le député de Carmaux. Socialiste, il se rattache aux possibilistes, mais n'adhère pas à la SFIO en 1905.
Pendant la Première Guerre mondiale, il s'engage dans l'infanterie, puis dans l'aviation, bien qu'il ait été dispensé de service militaire. Il reçoit la Légion d'honneur pour son attitude au front.
Inscrit au barreau de la capitale dès 1904, il devient l'avocat de la Confédération générale du travail après la guerre. En 1936, il est envoyé par l'Association juridique internationale (AJI) pour porter assistance à des syndicalistes de la Ruhr, poursuivis par le régime nazi.

### Élu local et député
En 1931, il commence sa carrière politique : il est élu maire lors de l'élection complémentaire des 11 janvier et 8 février 1931, puis conseiller d'arrondissement, républicain-socialiste de Thuir, dans les Pyrénées-Orientales. En effet, son père est originaire de ce département et il avait pris l'habitude, dès son enfance, d'y passer ses vacances. En 1934, il consolide son implantation en devenant conseiller général après le décès de Hyacinthe Marty.
En 1935, Louis Noguères est réélu maire de Thuir après avoir adhéré à la Section française de l'Internationale ouvrière (SFIO). En 1937, il devient secrétaire de la fédération SFIO des Pyrénées-Orientales. À la fin de l'année, il est élu député lors d'une élection partielle. À la Chambre des députés, Louis Noguères fait partie de la commission des Comptes et des économies, puis de la commission de Législation civile et criminelle.

### La Résistance, l'épuration et la consécration politique
Le 10 juillet 1940, il fait partie des quatre-vingts parlementaires qui votent contre les pleins pouvoirs à Philippe Pétain. Surveillé dès lors par la police, il est déchu de de ses mandats de maire le 23 décembre 1940 et de conseiller général le 6 février 1941, à la suite de l'interception d'une lettre où il exprimait son hostilité au régime de Vichy, au nazisme et au fascisme italien. Un mois plus tard, il prononce un discours lors de l'enterrement de Georges Pézières, sénateur SFIO des Pyrénées-Orientales qui avait également voté contre les pleins pouvoirs : « Lorsque le territoire sera libéré, et que les libertés seront restaurées, j'irai m'incliner sur la tombe de Pézières ». Ce discours lui vaut d'être mis en résidence surveillée à Argentat, en Corrèze, puis à Florac, en Lozère. Il fait de ses résidences successives un lieu de rassemblement de la Résistance locale. Il est en contact avec Augustin Malroux. À l'automne 1943, la Gestapo décide de l'arrêter. Prévenu par un policier français membre de la Résistance, Louis Noguères échappe de justesse à la police allemande.
Il prend le maquis dans l'Aveyron et contribue à la presse résistante : Le Populaire, Libération, Vaincre.
Redevenu député à la Libération, Louis Noguères devient le 5 février 1946, président de la Haute Cour de justice, chargée des procès d'épuration contre les ministres et hauts fonctionnaires du Régime de Vichy, en remplacement de Marcel-Edmond Naegelen, devenu ministre de l'Éducation nationale sous Félix Gouin. Élu par 300 voix sur 308 suffrages exprimés, il est successivement réélu les 26 juin 1946, le 18 décembre de la même année, et 10 juin 1947. Il démissionne cependant le 29 janvier 1948 avec ses vice-présidents, Maurice Guérin, Paul Theeten et Edgar Faure, après le retarit des jurés communistes du procès Marquet. Louis Noguères retrouve la présidence le 30 avril 1948, après le vote par le Parlement d'une nouvelle loi qui modifie les règles de fonctionnement de la juridiction. Il quitte ses fonctions le 1er juillet 1949, date définitive de cessation des activités de la Cour.
Il ne se représente pas à la députation en 1951.
Il devient également dès 1945 président du Conseil général des Pyrénées-Orientales et parvient à se maintenir à ce poste jusqu'à sa mort malgré la double opposition du Parti communiste sur sa gauche et du Parti radical sur sa droite.
Il est le père d'Henri Noguères.

## Distinction
- Médaille de la Résistance française (décret du 31 mars 1947)[6]